# Heiligenschwendi
Heiligenschwendi es una comuna suiza del cantón de Berna, situada en el distrito administrativo de Thun. Tiene una población estimada, a fines de 2020, de 725 habitantes.
Limita al norte con la comuna de Homberg, al este con Teuffenthal, al sureste con Sigriswil, al sur con Oberhofen am Thunersee, al suroeste con Hilterfingen, y al oeste y noroeste con Thun.
Hasta el 31 de diciembre de 2009 estaba situada en el distrito de Thun.